# Jo Seok-hwan
Jo Seok-hwan (in Hangŭl: 조석환; 15 ottobre 1979) è un ex pugile sudcoreano.

## Palmarès

### Olimpiadi
- 1 medaglia:
  - 1 bronzo (Atene 2004 nei pesi piuma)

### Mondiali dilettanti
- 1 medaglia:
  - 1 bronzo (Bangkok 2003 nei pesi piuma)

### Campionati asiatici
- 1 medaglia:
  - 1 argento (Puerto Princesa 2004 nei pesi piuma)